# Peřimov
Peřimov är en ort i Tjeckien. Den ligger i den norra delen av landet, 90 km nordost om huvudstaden Prag. Peřimov ligger 395 meter över havet och antalet invånare är 209.
Terrängen runt Peřimov är kuperad åt nordväst, men åt sydost är den platt. Peřimov ligger nere i en dal.Runt Peřimov är det ganska tätbefolkat, med 100 invånare per kvadratkilometer. Närmaste större samhälle är Vrchlabí, 10,9 km öster om Peřimov. Omgivningarna runt Peřimov är en mosaik av jordbruksmark och naturlig växtlighet.